# 3α,7α,12α-トリヒドロキシ-5β-コレスタノイルCoA-24-ヒドロキシラーゼ
3α,7α,12α-トリヒドロキシ-5β-コレスタノイルCoA-24-ヒドロキシラーゼ(3α,7α,12α-trihydroxy-5β-cholestanoyl-CoA 24-hydroxylase)は、一次胆汁酸生合成酵素の一つで、次の化学反応を触媒する酸化還元酵素である。
(25R)-3α,7α,12α-トリヒドロキシ-5β-コレスタン-26-オイルCoA + H2O + 受容体 {\displaystyle \rightleftharpoons }  (24R,25R)-3α,7α,12α,24-テトラヒドロキシ-5β-コレスタン-26-オイルCoA + 還元型受容体
この酵素の基質は(25R)-3α,7α,12α-トリヒドロキシ-5β-コレスタン-26-オイルCoA、H2O と受容体で、生成物は(24R,25R)-3α,7α,12α,24-テトラヒドロキシ-5β-コレスタン-26-オイルCoAと還元型受容体である。
この酵素は酸化還元酵素に属し、その他の化合物を受容体としてCH基またはCH2基に特異的に作用する。組織名は(25R)-3α,7α,12α-trihydroxy-5β-cholestan-26-oyl-CoA:acceptor 24-oxidoreductase (24R-hydroxylating)で、別名にtrihydroxycoprostanoyl-CoA oxidase、THC-CoA oxidase、THCA-CoA oxidase、3α,7α,12α-trihydroxy-5β-cholestanoyl-CoA oxidase、3α,7α,12α-trihydroxy-5β-cholestan-26-oate 24-hydroxylaseがある。